# Ciclo de Wilson
Ciclo de Wilson, em geologia, é um modelo em que um continente se move, formando uma bacia oceânica no meio e depois inicia um processo de convergência que leva à colisão das duas placas e ao fechamento do oceano.

## Introdução
Por certo tempo, no início da década de 1960, alguns físicos e geólogos acreditaram na ideia da Terra em expansão, baseados em uma modificação atualmente desacreditada da teoria da gravitação de Einstein. Outros geólogos reconheceram que o assoalho oceânico estava, na verdade, sendo reciclado nas regiões de intensa atividade vulcânica e sísmica ao longo das margens da Bacia do Oceano Pacífico. O geólogo canadense J. Tuzo Wilson descreveu, pela primeira vez, a tectônica em torno do globo em termos de “placas” rígidas movendo-se sobre a superfície terrestre.. Nesse contexto, em seu artigo de 1966, “Did the Atlantic close and then re-open?” , questiona o fechamento e reabertura do oceano Atlântico.
Os estudos sobre tectônica de placas concentram-se nas deformações (em grande escala) que ocorrem no planeta e as forças que produzem esta deformação. Baseada no fato de que a litosfera terrestre é composta de várias placas, ou pedaços, que flutuam em um manto dúctil, como blocos de gelo em um lago, a Teoria da Tectônica de Placas simplifica a história da Terra da seguinte forma: ocorrência de movimento divergente da placa em um cráton estável, dando origem a novas bacias oceânicas; em seguida, o movimento se inverte, ocorrendo a convergência e colisão de placas, resultando no fechamento do oceano  A este ciclo de surgimento e destruição da crosta oceânica deu-se o nome de Ciclo de Wilson, o qual pode ser subdividido em nove etapas:
- A - Cráton Estável
- B - Hotspot/Rifteamento
- C - Estágio Mar Vermelho
- D - Margem Passiva
- E - Edificação de Arcos de Ilhas
- F - Edificação de colisão de Arcos de Ilha/Continente
- G - Edificação de Cordilheiras
- H - Colisão Continente/Continente
- I - Cráton Estável

## Estágios de Abertura

### A - Cráton Estável[4](Início idealizado do Ciclo)
Derivado do termo Kratogen (“nascido forte”) de Kober (1914, 1921), os crátons são porções geologicamente estáveis da crosta que foram isentas de deformações orogenéticas.
Eles são compostos por rochas ígneas félsicas relativamente leves, como granitos, granodioritos, tonalitos, entre outras. Assim, essa porção da crosta “flutua” em meio as rochas ígneas máficas do manto e do assoalho oceânico.
Portanto, a mérito de exemplificação, essa parte da litosfera encontra-se em perfeito equilíbrio isostático. Não ocorrem atividades tectônicas tais como atividades vulcânicas, terremotos e afins. O que leva os crátons a serem recobertos principalmente por rochas areníticas e calcárias que se perdurarão em paz por milhões de anos. 

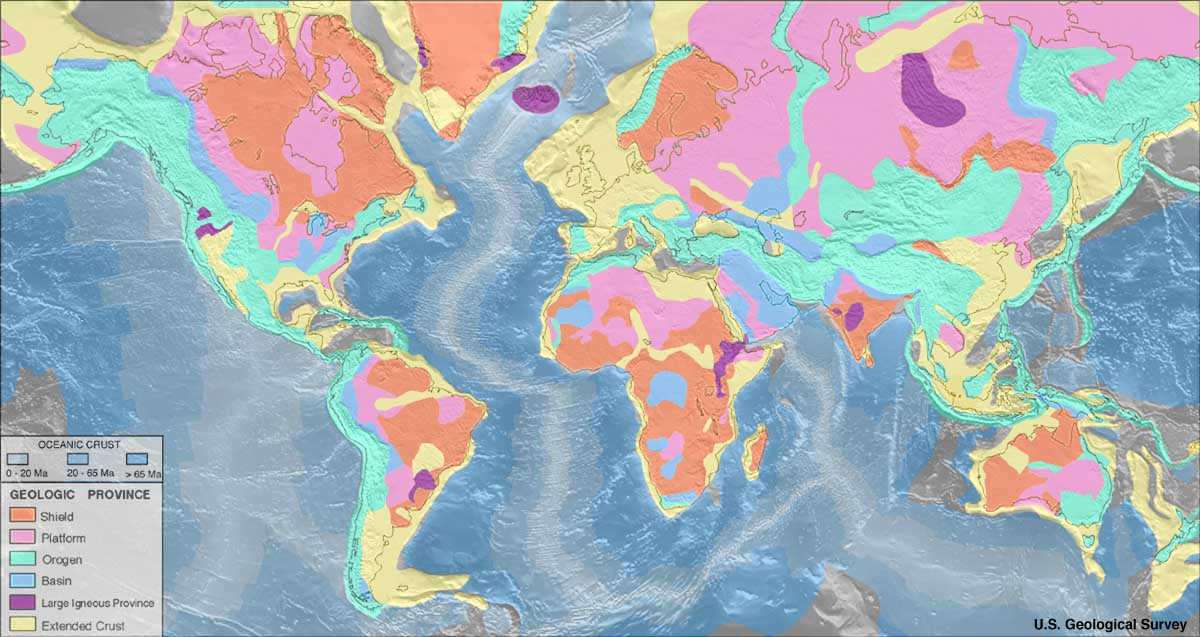
Mapa do mundo com as províncias geológicas

### B - Hotspot / Rifteamento
Após essa fase de estabilidade, surgem os chamados hot spots (pontos quentes). Hotspots ou hot spots são regiões vulcânicas supostamente alimentadas pelo manto subjacente que é anormalmente quente em comparação com o manto circundante. São magmas máficos ou ultramáficos quentes, que sobem em direção à superfície. A controversa origem dos hotspots pode ser explicada pela alimentação desses pontos quentes por fluxos estreitos de manto quente que se elevam do limite do núcleo-manto da Terra em estruturas chamadas plumas mantélicas. Exemplos incluem os hotspots do Havaí, Galápagos, Islândia e Yellowstone.
O calor do hot spot aquece a crosta continental, fazendo com que ela se expanda e inche em uma cúpula de 3-4 quilômetros de altura e cerca de mil quilômetros de diâmetro. À medida que a cúpula incha, ela se afina e se estica até que a superfície frágil se rompa ao longo de uma série de três vales que se irradiam para longe do centro do hot spot. Estes formam uma junção tripla, dando início ao processo de rifteamento.
Idealmente, os três vales rift irradiam a partir do centro a 120°, mas muitas vezes a junção tripla não é simétrica. Dois dos três rifts formam oceanos e margens continentais passivas. Entretanto, a crosta é preservada de uma ruptura completa ao longo da terceira fratura, tornando-se um rift abortado, que recebe a denominação de aulacógeno. O rifteamento é um processo tectônico extensional que irá, mais tarde, dividir o continente original em duas partes, oeste e leste, embora elas ainda estejam conectadas nesse estágio. Uma diversidade de rochas sedimentares é depositada preenchendo a bacia tectônica originada pelo rifteamento.

### C - Estágio Mar Vermelho
Logo após o estágio inicial do rifteamento, com o completo rompimento da litosfera continental, inicia-se o chamado estágio mar vermelho do Ciclo de Wilson, conforme a figura abaixo. Esse estágio recebe este nome em alusão à região do Mar Vermelho, entre o continente arábico e africano , onde há uma ocorrência atual desta fase do Ciclo de Wilson.

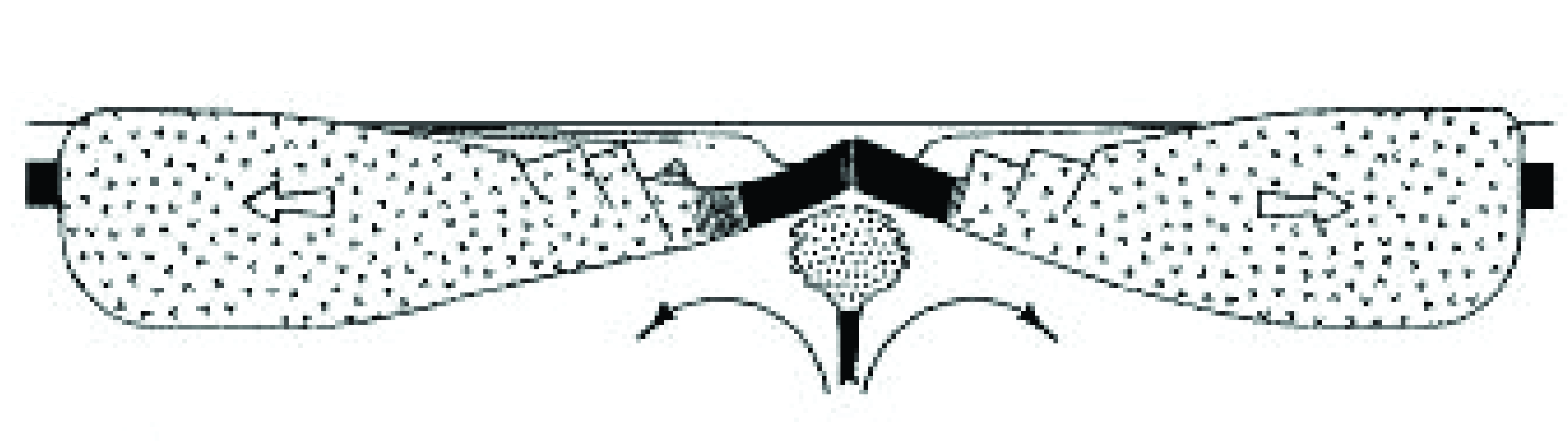
Seção transversal representando o estágio mar vermelho e a formação de crosta oceanica (em preto)

Nesse estágio, ocorre a formação de um mar estreito com o assoalho marinho composto por uma litosfera de oceânica de composição basáltica. 
O início desse processo se dá ainda com intrusões de magmas básicos que resultarão em um enxame de diques nas rochas da litosfera continental caracterizando uma região de crosta transicional. À medida que o magmatismo continua, as forças distensivas geram o espaço suficiente para que mais rochas ígneas máficas se instalem e comecem a gerar uma crosta oceânica, com suítes ofiolíticas associadas e instalação de uma margem passiva incipiente.

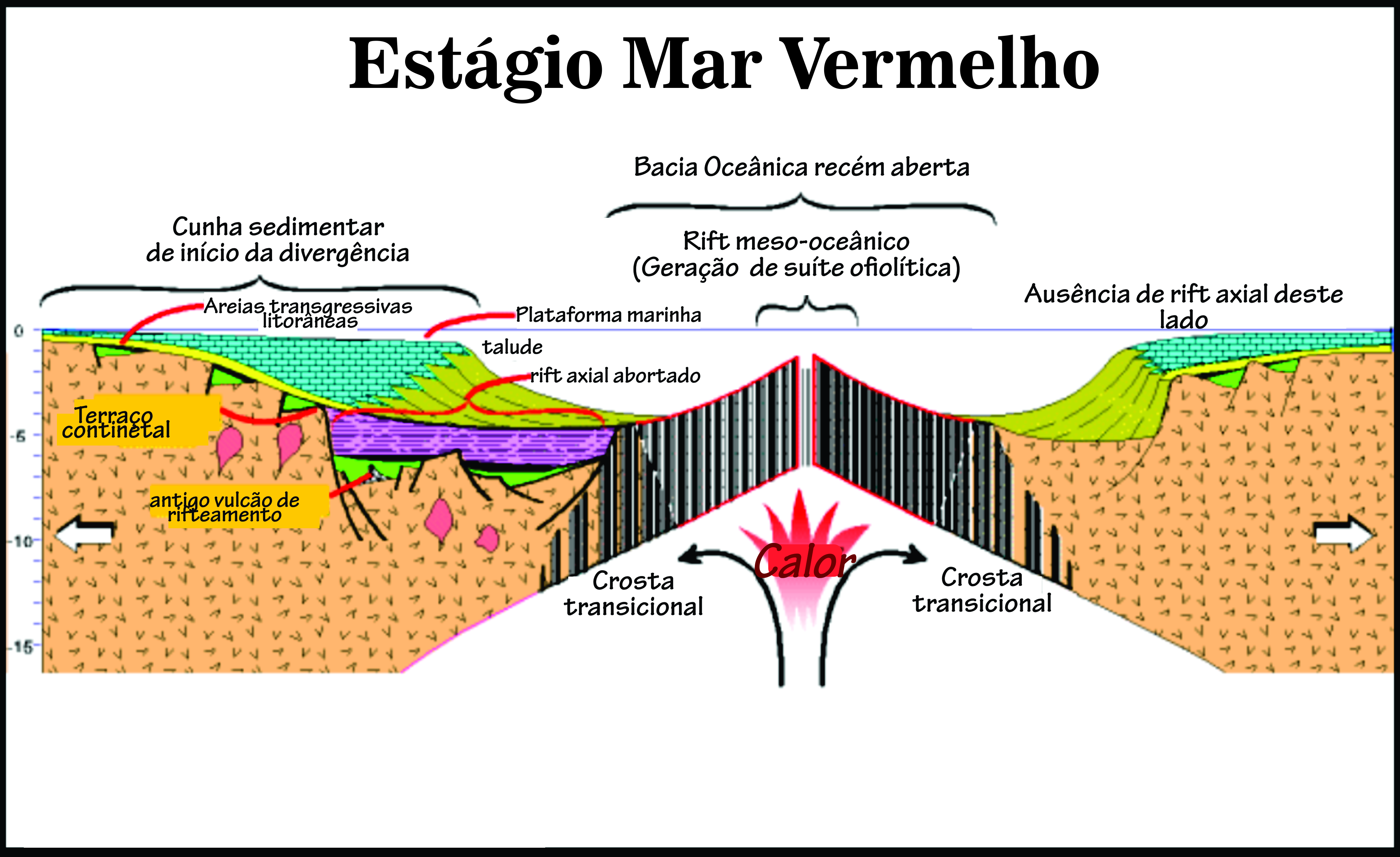
Seção transversal representando o estágio mar vermelho e a formação de crosta oceanica (em preto)

### D - Margem Passiva
Conforme o rifteamento continental progride para o estágio de espalhamento do fundo oceânico, as bordas continentais tornam-se inativas tectonicamente, sendo denominadas como margens passivas.
O afastamento das margens continentais recém-formadas da fonte de calor (hot-spots) provoca seu resfriamento. Como a crosta fria é mais densa do que a crosta quente, as margens do rifte afundam isostaticamente para abaixo do nível do mar, facilitando a acumulação de sedimentos. Essa subsidência é regida, em parte, pelos efeitos mecânicos de estiramento da litosfera e pelo resfriamento gradual da crosta. A quantidade de subsidência está relacionada com a magnitude do fator de estiramento e com a resistência à flexão da litosfera . O resfriamento completo e a estabilização da margem passiva levam cerca de 110 milhões de anos, e no processo pode acumular um pacote de sedimentos de aproximadamente 14 quilômetros de espessura .

Há deposição de uma grande cunha de sedimentos nesta porção. Os sedimentos depositados são derivados do continente em erosão no caso dos clásticos, como arenitos, e por atividade química e biológica no caso dos carbonatos, como calcários e dolomitos. Consiste principalmente em depósitos marinhos de águas rasas, uma vez que a subsidência e a deposição ocorrem aproximadamente na mesma taxa .
As margens continentais passivas podem ser vulcânicas ou não vulcânicas. As margens vulcânicas são caracterizadas por sequências ígneas espessas relacionadas à grande quantidade de fusão do manto.  Já as margens não vulcânicas podem incluir litosfera continental altamente falhada e distendida, litosfera oceânica formada por espalhamento lento do piso oceânico  e/ou áreas compostas por manto superior serpentinizado exumado.

## Estágios de Fechamento

### E - Edificação de Arco de Ilhas
A divergência de placas e a criação de nova litosfera oceânica pode durar dezenas ou centenas de milhões de anos. Em algum momento, entretanto, o movimento divergente é cessado e dá-se início à convergência de placas, marcando a segunda metade do Ciclo de Wilson, a etapa de fechamento. O movimento convergente começa quando a crosta oceânica se separa, ou seja, se quebra em algum lugar, e começa a descer no manto ao longo de uma zona de subducção 

Seção transversal representando o estágio de edificação de arco de ilhas.

A crosta oceânica subduzida começa a sua descida fria, mas aquece-se enquanto desliza para dentro do manto. A cerca de 120 km, a rocha profunda começa a derreter para formar o magma. O magma, quente e de baixa densidade, sobe em direção à superfície, formando batólitos, e invade o solo oceânico como lava, construindo um vulcão que eventualmente sobe alto o suficiente para formar uma ilha. As ilhas japonesas são formadas a partir desse processo. A localização do vulcão é chamada de frente vulcânica. A área no lado da trincheira da frente vulcânica é bacia ante-arco, e a área no lado de trás da frente vulcânica é a bacia atrás do arco. Um novo limite convergente foi criado ao longo da zona de subducção 

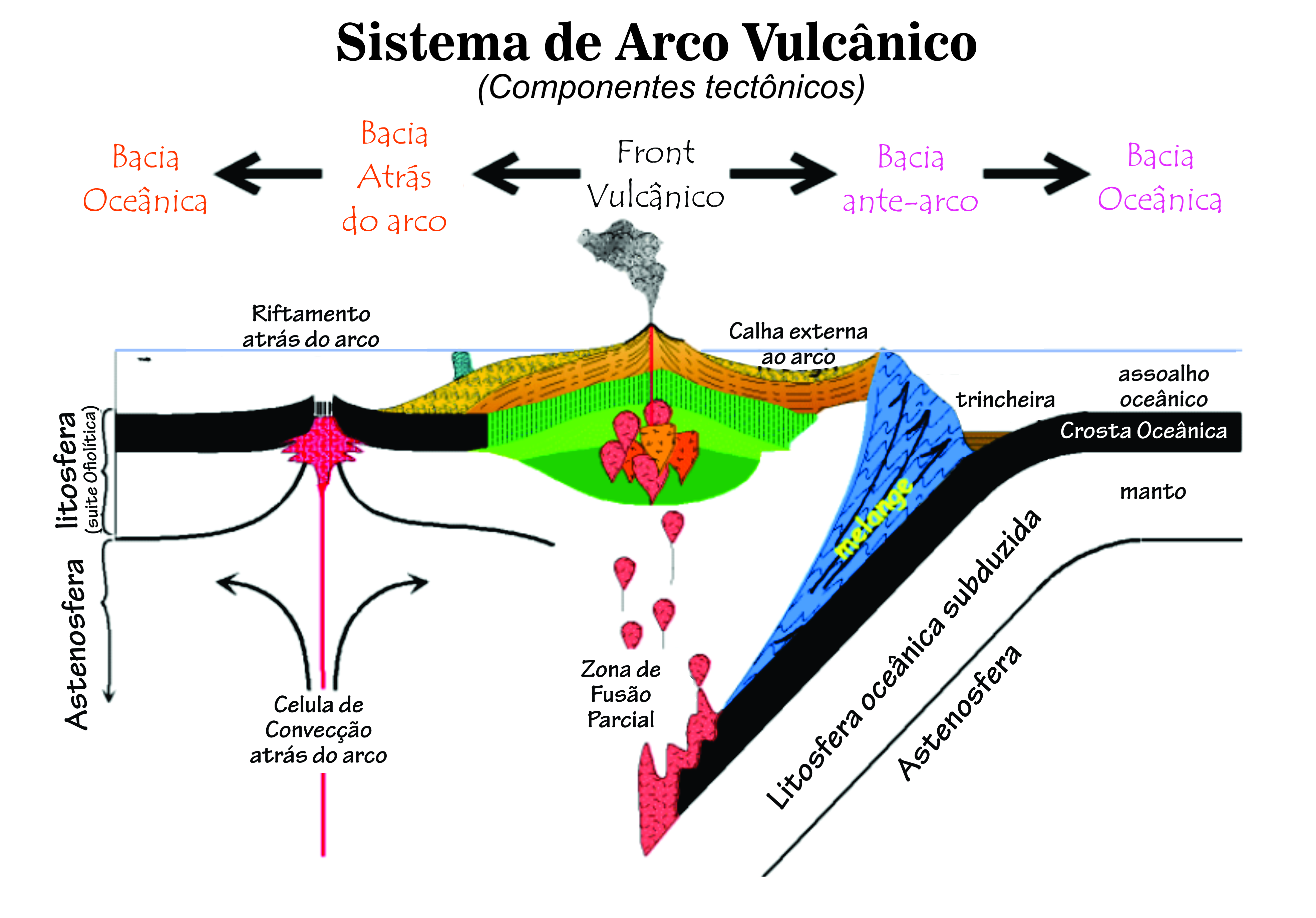
Seção transversal representando o sistema de arco vulcânico.

Na figura anterior, a bacia oceânica a oeste do arco vulcânico está presa entre a margem continental divergente e a zona de subducção. Claramente, se a subducção continuar, a bacia oceânica entre os dois se tornará cada vez menor até que o ocidente e o vulcão colidam. Além disso, quanto mais o continente e o arco vulcânico se movem juntos, mais crosta oceânica é subduzida e destruída. Essas bacias oceânicas, que em breve desaparecerão em uma zona de subducção, são chamadas de oceanos remanescentes 

### F - Edificação de Colisão arco de ilhas/Continente[16]
Neste ponto, o oceano remanescente já consumido, quase que totalmente, presencia a colisão entre o arco de ilhas e a margem continental. Como resultado, há a edificação de um orógeno colisional (como, por exemplo, o cinturão em Taiwan no sudoeste do Pacífico) e uma pequena porção da crosta oceânica é obductada, ou seja, realiza o processo contrário a subducção. Assim, esta é preservada na forma de ofiolitos na zona de sutura, região a qual corresponde a zona cisalhamento entre a placa que cavalga (parte vulcânica) e o continente que foi ultrapassado. A figura mais abaixo exemplifica bem a situação narrada anteriormente.
Quando as placas estão suficientemente “acopladas”, o stress compressional passa a ser transmitido para o interior da placa superior. Desta forma, o arco de ilhas que já possuía alguns quilômetros de altura antes da colisão passa exibir montanhas ainda maiores e mais espessas. Isto ocorre, pois, devido a zona de subducção possuir o mergulho caindo para o lado oposto do sentido continental (figura abaixo), é possível que o arco “escorregue” acima da cunha em direção a margem continental (antepaís) através de falhas reversas (ou inversas) muito grandes. Atrás dos picos montanhosos ainda ocorrem atividades vulcânicas em função dos últimos magmas que ascendem da zona de subducção. Em um último momento, assim que a colisão parar, todos os eventos anteriores cessam e a erosão passará a predominar.
Já o Antepaís (Foreland)  , isto é, a placa que é cavalgada pela outra (neste caso, a margem continental), sofre diversos impactos. Devido a imensa massa rochosa que avança sobre o continente e a atividade vulcânica, as rochas sedimentares, e outras que compões o cráton, passam por intenso dobramento e falhamento, além do mais, estas podem ser metamorfizadas levemente e a até a fácies granulito, dependendo de sua profundidade. Outro interessante reflexo desse tipo de convergência de placas é a formação da Bacia de Antepaís. Entre o continente e o orógeno, existem regiões menos afetadas pelas deformações que, em razão do peso das montanhas sobre a litosfera, respondem isostaticamente formando depressões (bacias) que permitem a acomodação de sedimentos. Estes são provenientes do orógeno através de deslizamentos, rios fluviais e entrelaçados, e até mesmo marinhos, pois o “afundamento” permite que o mar adentre ao continente. A figura abaixo representa tal situação. 

### G - Edificação de Cordilheiras
A zona de subducção sob o arco de ilha chegou ao fim, mas os continentes Oriental e Ocidental ainda estão sendo empurrados juntos por forças fora da seção transversal. Portanto, outra zona de subducção deve começar em algum lugar qualquer dentro da bacia oceânica, formando outro arco insular que poderia mergulhar em qualquer direção. Neste modelo, o desacoplamento ocorre mergulhando a leste sob a borda do continente oriental. Tem-se a construção de arco continental de cordilheira.
A atividade tectônica deste estágio é similar à orogenia do arco de ilha, mas ocorre ao longo de uma antiga margem continental divergente que, como todas as margens de rift, acumulou uma cunha espessa de rochas sedimentares. Assim, os magmas batolíticos intermediários a félsicos emergentes agora injetam-se na espessa camada de sedimentos da margem continental, aquecendo-os até um metamorfismo de alto grau (fácies anfibolito a fácies granulito).
Juntamente com o metamorfismo, a antiga cunha continental divergente de sedimentos, batólitos invasores e os vulcões superpostos, são erguidos ao longo de grandes falhas de cavalgamento até formarem as grandes cadeias de montanhas. Os Andes na América do Sul e as Cascatas em Washington, Oregon e norte da Califórnia são exemplos de montanhas desse tipo.
No interior da frente vulcânica, ocorre a disseminação do retroarco. O calor se eleva sobre a zona de subducção, criando uma pequena célula de convecção que estica a crosta continental, de modo que falhas normais se desenvolvem em cavidades profundas. Superficialmente isso pode parecer uma fenda axial, mas se forma sob condições e processos muito diferentes. O graben é preenchido por rochas que incluem sedimentos clásticos grosseiros e vulcânicas intermediárias a félsicas que emergem da zona de subducção.

### H - Colisão Continente/Continente
Seguindo dentro do ciclo de fechamento oceânico, no estágio de colisão continente/continente, também chamada de orógeno colisional, toda a litosfera oceânica é consumida, sendo parte dela preservada em meios às rochas soerguidas (obductadas) pela colisão.

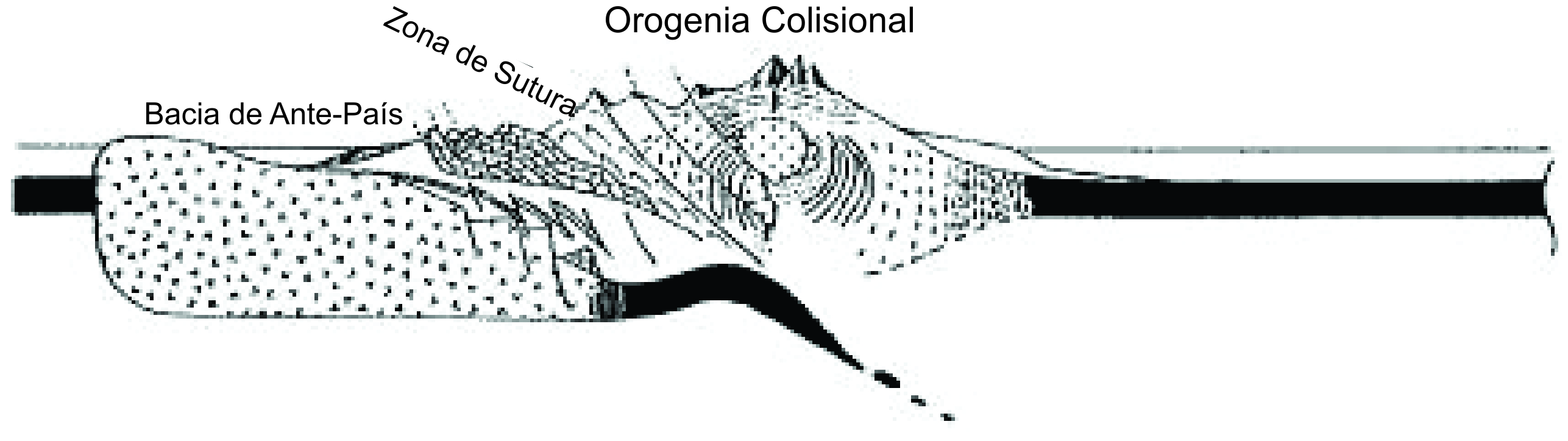
Seção transversal representando o estágio de colisão continente/continente.

Os orógenos colisionais podem ser divididos em três tipos: intercratônicos, quando envolvem a colisão entre mais de um cráton; intracratônicos, quando desenvolvidos dentro de um cráton; e  confinados, quando resultam do fechamento de um rifte que não se desenvolveu plenamente.
No contexto geológico de um orógeno colisional, é possível observar, analisando da região cratônica para o centro do orógeno, os seguintes ambientes geológicos: 
- (1) uma porção de bacia do tipo foreland (ou bacia ante-país), relacionada com o rebaixamento da crosta adjacente à cadeia de montanhas por isostasia (subsidência);
- (2) zona de sutura representada por rochas de origem oceânica (sequências ofiolíticas);
- (3) posteriormente por uma série de falhas de empurrão com vergência para fora do núcleo orogenético (ou seja, com vergência para o cráton);
- (4)uma zona de magmatismo plutônico e zonas de metamorfismo variável entre as fácies granulito e xisto verde (de dentro para fora do núcleo orogenético).

Um exemplo atual de colisão continente continente é a cadeia de montanhas do Himalaia, no continente asiático, onde a placa continental indiana colide com a placa continental eurasiática, representada na figura abaixo. 

### I - Cráton estável (Final idealizado do ciclo)
O final do Ciclo de Wilson é caracterizado por um cráton continental estável, porém, diferente do cráton do estágio A. Essa nova configuração é bastante complexa em comparação com a inicial, expondo rochas e estruturas diversificadas.
Além dos blocos originais que foram separados durante o rifteamento, houve a formação de rochas durante os estágios seguintes, como as rochas ígneas e as rochas metamórficas geradas nos arcos vulcânicos e magmáticos. Com a evolução da cadeia de montanhas, a crosta continental aumenta de espessura e, com isso, a taxa de erosão no continente aumenta, gerando um grande volume de rochas sedimentares clásticas.  A erosão que peneplaniza o relevo rebaixa a crosta ao nível do mar, configurando, assim,  o fim do ciclo . 

## Evidências do Ciclo de Wilson no Brasil

### A - Cráton Estável[21]
O Cráton do São Francisco exemplifica bem este estágio. A porção central do cráton é coberto por rochas meta-sedimentares pouco deformadas e o seu embasamento é composto por rochas ígneas graníticas (lato sensu). Já as bordas foram “atingidas” por faixas orogenéticas denominadas como Cinturões brasilianos, como a Faixa Araçuaí, Brasília e outras. Ou seja, resumidamente o Cráton do São Francisco possui em grande parte uma crosta granitóide, é recoberto por coberturas sedimentares, resistiu as deformações causadas pelas orogenias circundantes e está praticamente atectônico há milhões de anos.  

Mapa geológico simplificado do Cráton do São Francisco

#### B - Hotspot / Rifteamento
No Brasil, os corpos de rochas alcalinas alinhados na direção leste-oeste e separados por dezenas a centenas de quilômetros, podem ser interpretados como resultado de antiga atividade vulcânica produzida por hot spot, que estaria, atualmente, no meio do Oceano Atlântico. Esta sequência de rochas alcalinas vai desde Itatiaia, passando por Tinguá, Nova Iguaçu, Itaúna, Rio Bonito, Morro de São João até Arraial do Cabo, todos no Estado do Rio de Janeiro. Além disso, o lineamento estende-se também para o Estado de Minas Gerais, incluindo Poços de Caldas. As idades decrescentes das rochas de leste para oeste obtidas ao datá-las é um forte indício da atuação de hot spots neste contexto.
A Formação Serra Geral, província magmática relacionada aos derrames e intrusivas que recobrem a Bacia do Paraná, é constituída dominantemente por basaltos e basalto-andesitos de filiação toleítica e abrange toda a região centro-sul do Brasil, estendendo-se ao longo das fronteiras do Paraguai, Uruguai e Argentina. O sistema de derrames em platô é alimentado através de uma intensa atividade intrusiva, normalmente representada por diques e sills que acompanham as principais descontinuidades estruturais da bacia. Esta estruturação tectônica está diretamente relacionada à junção tripla gerada pela ação do hot spot de Tristão da Cunha, o qual estabelece um sistema de rifteamento responsável pela abertura, fragmentação e espalhamento dos “fragmentos” gondwânicos e separação da Bacia do Paraná-Etendeka.

#### C - Estágio Mar Vermelho
Na região conhecida como Elevação Rio Grande, submersa no oceano Atlântico, à leste do litoral do Rio Grande do Sul, ocorrem um conjunto de rochas de origem vulcânica, bem como vestígios de crosta continental. Essas rochas são interpretadas por alguns pesquisadores   como relacionadas a instalação de um oceano incipiente entre os continentes sulamericano e africano, durante a quebra do paleocontinente de Gondwana, há 120 milhões de anos. 

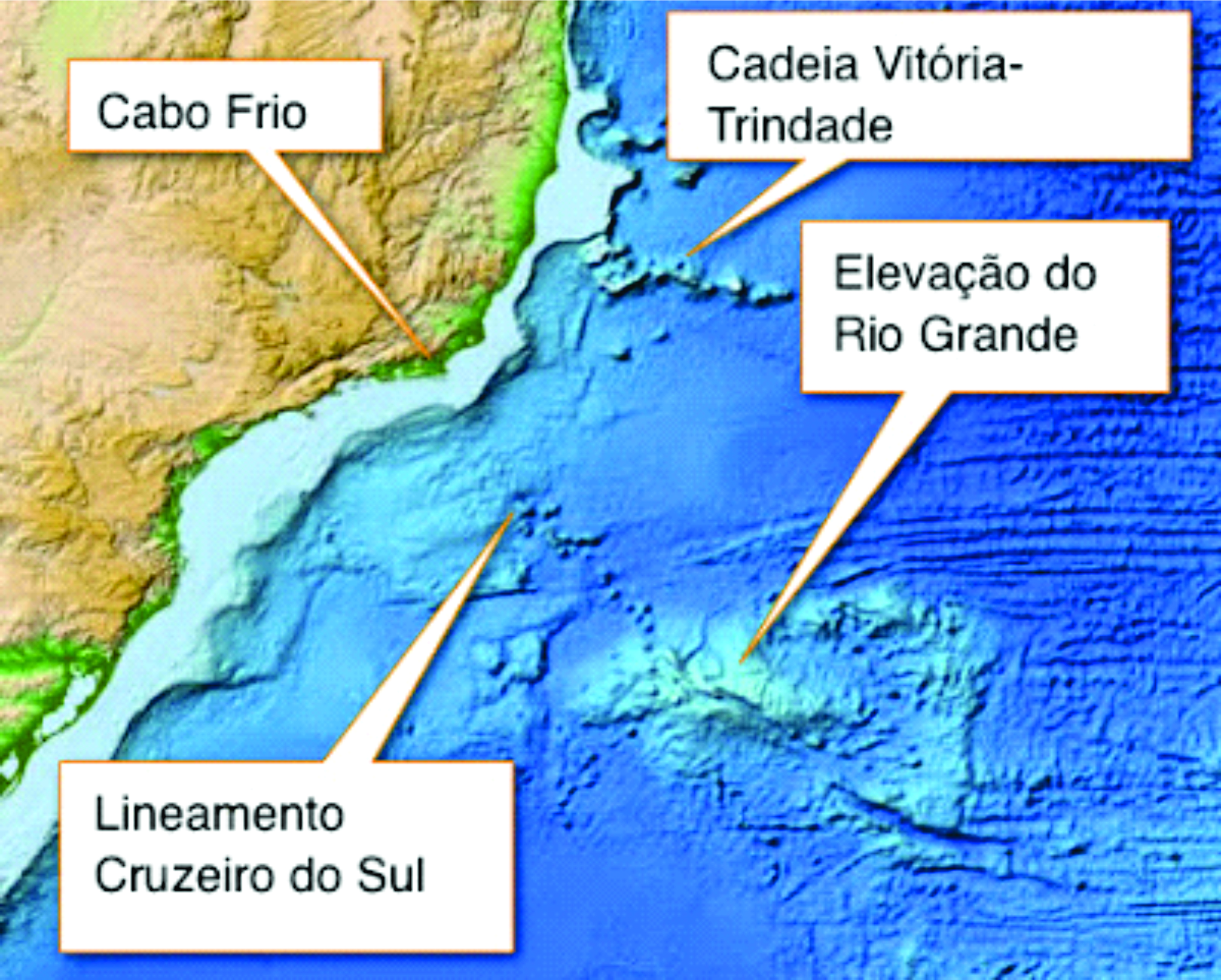
Localização da Elevação do Rio Grande. Fonte: Geologia Marinha e Costeira

Esse conjunto de rochas, seriam testemunhos de uma fase em que a abertura do oceano Atlântico, a partir da quebra do paleocontinente Gondwana, poderia ser similar ao atual golfo do Mar Vermelho. Dessa forma, já existiria uma crosta oceânica incipiente desenvolvida na região.

Recontrução paleogeográfica do paleocontinente Gondwana há 120 milhões de anos atrás.

#### D - Margem Passiva
Um exemplo recente deste estágio no Brasil está na margem continental junto à costa brasileira. Esta margem foi formada durante a divisão do Gondwana, entre 140 e 120 Ma, que provocou o afastamento entre três grandes massas de terra - África, Antártica e Brasil – formando o Atlântico Sul.
As bacias sedimentares de margem passiva se estendem desde o limite com a Guiana até o limite com as águas territoriais do Uruguai 

### Estágios de Fechamento

#### E - Edificação de Arco de Ilhas
No Brasil, a Sequência Vulcanossedimentar Campinorte, localizada na região de Chapada Campinorte, Goiás, originou-se num ambiente de arco de ilha durante o Paleoproterozoico, e a sua íntima associação com o arco magmático de Goiás (sequência Vulcanossedimentar Mara Rosa) sugerem um modelo de evolução tectono-metamórfico com amalgamação resultante da convergência dos crátons Amazônico e São Francisco 

### F - Edificação de Colisão arco de ilhas/Continente
O arco magmático de Mara Rosa, na região entre as cidades de Mara Rosa, Chapada e Porangatu, norte de Goiás. Dados isotópicos apontam esta área como um possível ambiente de colisão entre este arco de ilhas com o continente (São Francisco – Congo) há 630 Ma em um trabalho da pesquisadora Maria das Graças Viana (Universidade de Brasília) em associação com outros centros de pesquisas internacionais 

#### G - Edificação de Cordilheiras
O Arco Magmático de Goiás, importante unidade tectônica da Faixa Brasília, estende-se por centenas de quilômetros na direção NNE, desde o sudoeste de Goiás, através do Nordeste brasileiro, até o continente africano. Está exposto em duas áreas principais separadas pelo Bloco Arqueano de Goiás: Arco de Arenópolis a sul e Arco de Mara Rosa a norte. O arco começou sua evolução a aproximadamente 900 Ma em arcos insulares intra-oceânicos, e o evento final magmático generalizado ocorreu entre 630 - 600 Ma, durante o fechamento do oceano Goiás-Pharusian.

#### H - Colisão Continente/Continente
Na região sudeste do Brasil até aproximadamente o sul da Bahia existe uma série de rochas que foram afetadas e/ou geradas durante uma colisão do tipo Continente-Continente. Essa colisão, que teria tido seu ápice durante o neoproterozoico, teria se dado entre dois paleocontinentes: um relacionado ao cráton do São Francisco e outro ao cráton do Congo (continente africano).
Dentre as evidências no continente Brasileiro estão rochas deformadas com dobramentos e falhas de empurrão vergentes em direção ao Cráton São Francisco (interior do continente sul americano); diminuição do grau metamórfico do núcleo do orógeno (porções mais litorâneas do Brasil nesta região) para as bordas orogenéticas.; rochas de bacia do tipo foreland (Grupo Bambuí) deformadas próximas ao limite oeste do orógeno, dentre outros.

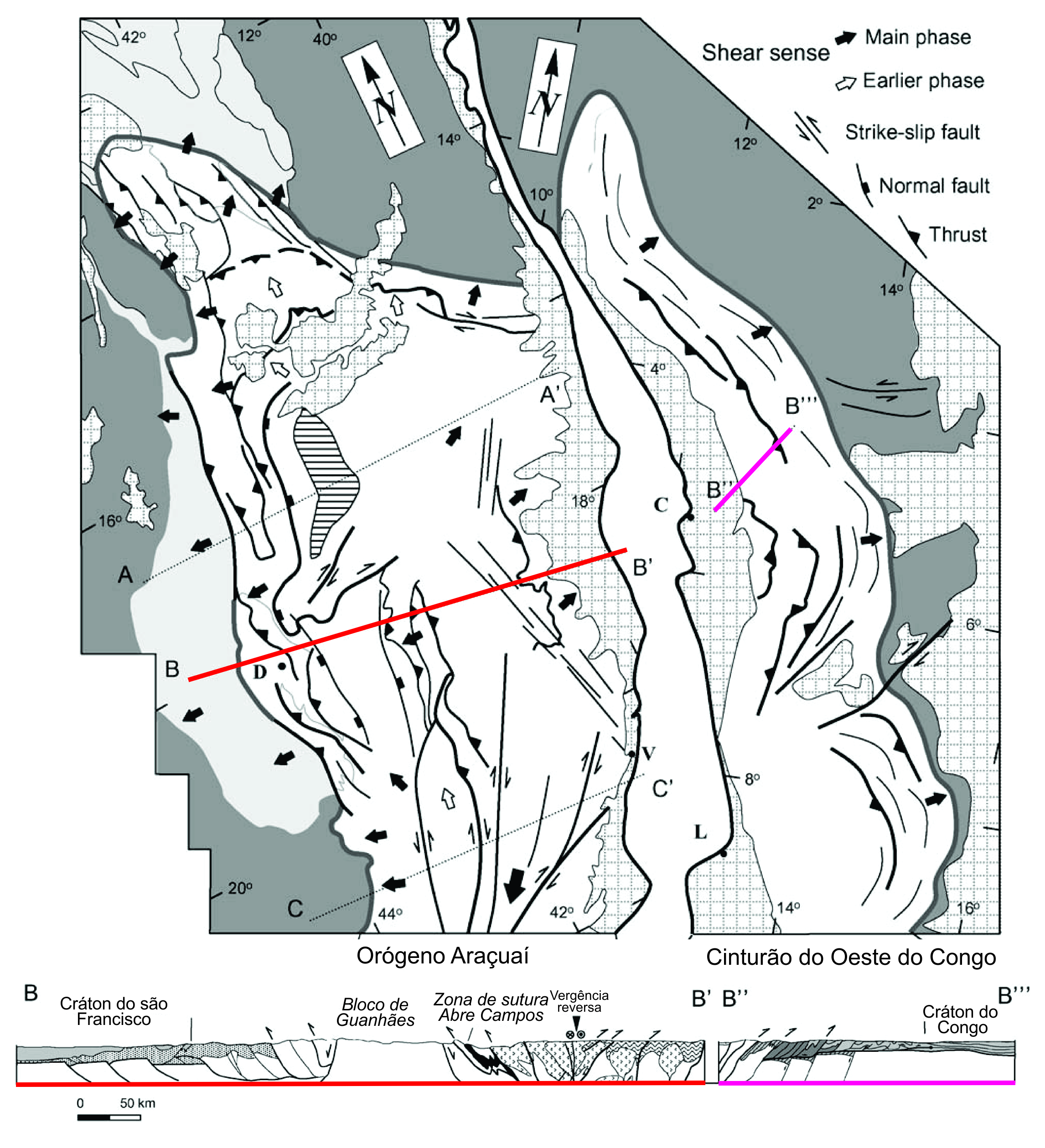
Perfil mostrando a compartimentação do orógeno Araçuaí/Congo

#### I - Cráton estável (Final idealizado do ciclo)
O Cráton Amazônico, contido predominantemente no Brasil, é um dos maiores crátons do mundo , composto de dois escudos pré-cambrianos, Guaporé e Guianas, que são separados pelas grandes bacias sedimentares do Amazonas e do Solimões  e cercados por cinturões móveis orogênicos do Neoproterozoico.
O Escudo das Guianas, por exemplo, compreende um mosaico de unidades tectônicas, que inclui uma série de terrenos greenstone belts  e arcos magmáticos formados entre 2,2 e 2,0 Ga , representando assim um exemplo deste estágio.